# Anamathia rissoana
Anamathia rissoana is een krabbensoort uit de familie van de Epialtidae. De wetenschappelijke naam van de soort is voor het eerst geldig gepubliceerd in 1828 door Roux.